# ارباب (کتاب)
ارباب نام یک کتاب ادبی است که توسط ماکسیم گورکی، نویسندهٔ اهل روسیه نوشته شده‌است. این کتاب یکی از آثار مشهور ادبی جهان است.